# Голубоглазка узколистная
Голубогла́зка узколи́стная, или Голубогла́зка злакови́дная (лат. Sisyrinchium angustifolium) — вид цветковых растений рода Голубоглазка (лат. Sisyrinchium) семейства Ирисовые, или Касатиковые (лат. Iridaceae).

## Ботаническое описание

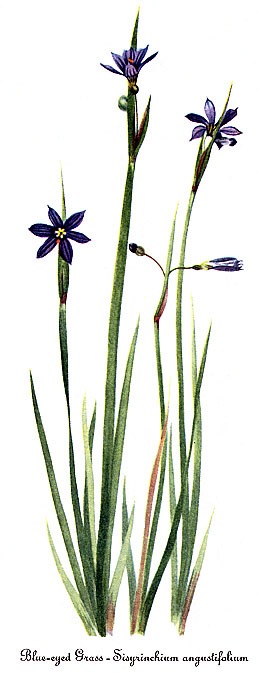
Ботаническая иллюстрация Мэри Во Уолкотт (1860—1940)

Многолетнее травянистое корневищное растение высотой 15—50 см.
Стебель 2—4 мм шириной, чаще всего ветвящийся. Листья 2—6 мм шириной.
Околоцветник простой. Листочков околоцветника 6, они голубоватые, каждый заостряется к концу, с жилками, вблизи жёлтого центра цветка более густого цвета.

## Ареал и местообитание
Встречается в восточной Канаде и США к западу до Техаса и Миннесоты. Произрастает на лугах, в низинных лесах и по береговой линии.

## Хозяйственное значение и применение
Используется в садоводстве в качестве декоративного растения.

## Синонимика
- Bermudiana angustifolia (Mill.) Kuntze
- Bermudiana graminea (Lam.) Nieuwl.
- Bermudiana graminea Gaertn.
- Bermudiana graminifolia Medik.
- Bermudiana homomalla (Klatt) Kuntze
- Bermudiana iridifolia Medik.
- Ferraria pulchella Salisb.
- Ferraria violacea Salisb.
- Marica mucronata Ker Gawl.
- Sisyrinchium acuminatum Herb.
- Sisyrinchium anceps Cav.
- Sisyrinchium angustifolium f. album J.K.Sim & Y.S.Kim
- Sisyrinchium bermudiana Baker
- Sisyrinchium bermudiana var. anceps (Cav.) A.Gray
- Sisyrinchium carolinianum E.P.Bicknell
- Sisyrinchium cultrifolium Noronha
- Sisyrinchium excisum Godr.
- Sisyrinchium gramineum Lam.
- Sisyrinchium graminoides E.P.Bicknell
- Sisyrinchium hibernicum Á.Löve & D.Löve
- Sisyrinchium homomallum Klatt
- Sisyrinchium iridioides Curtis
- Sisyrinchium membranaceum E.P.Bicknell
- Sisyrinchium nuttallii Sweet
- Sisyrinchium ramosum Herb.[1]

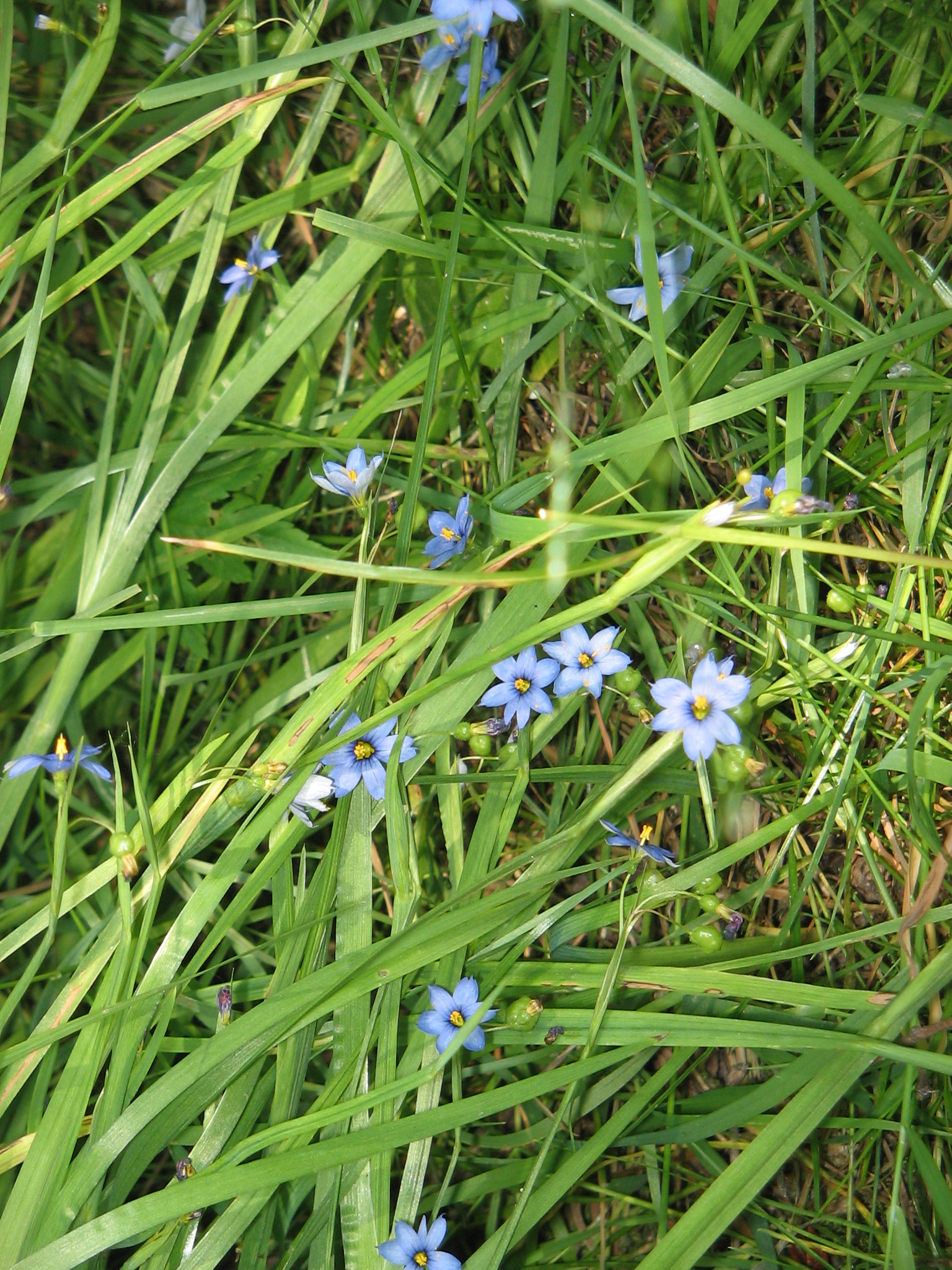
Заросли голубоглазки узколистной
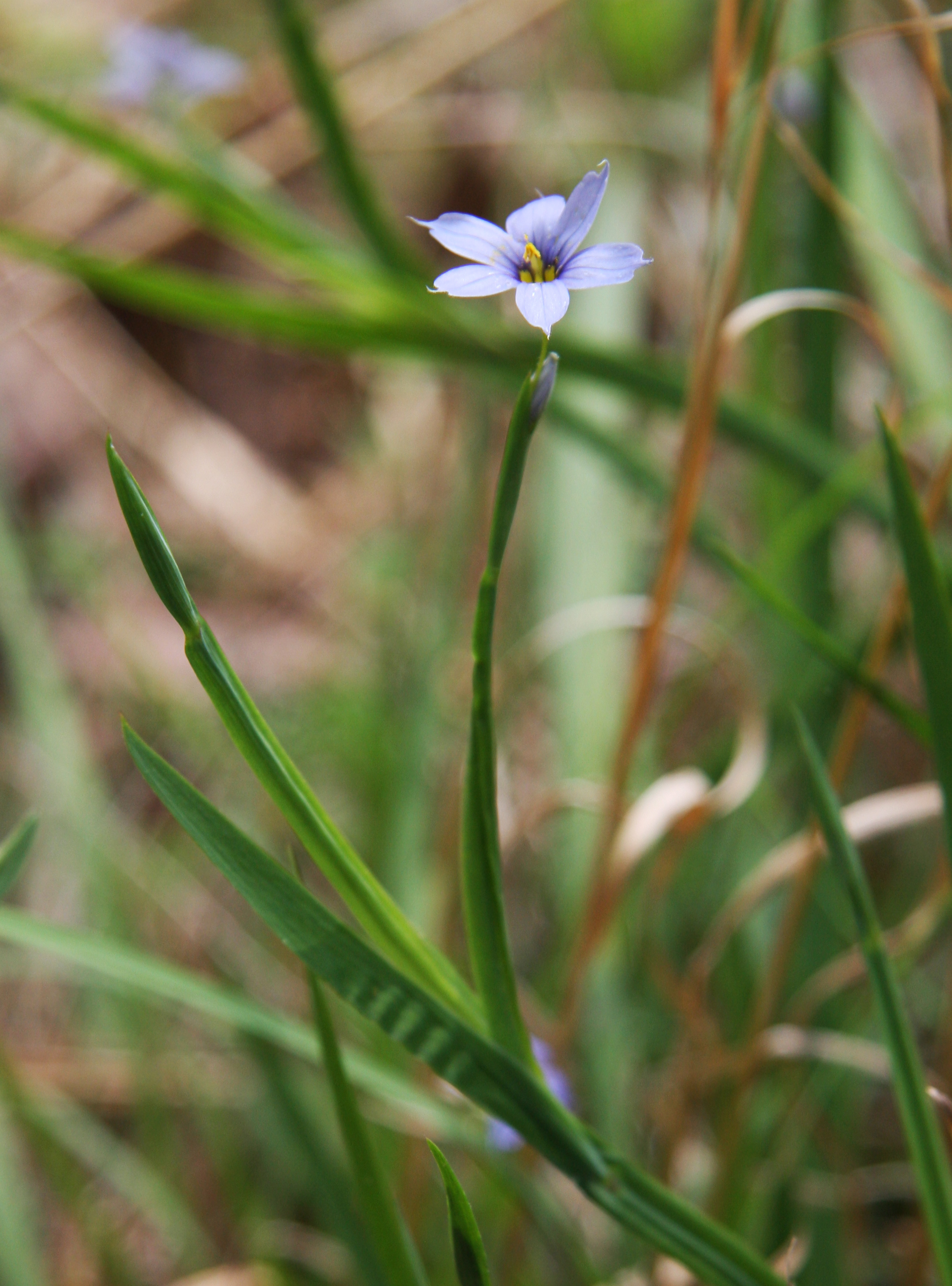
Общий вид растения
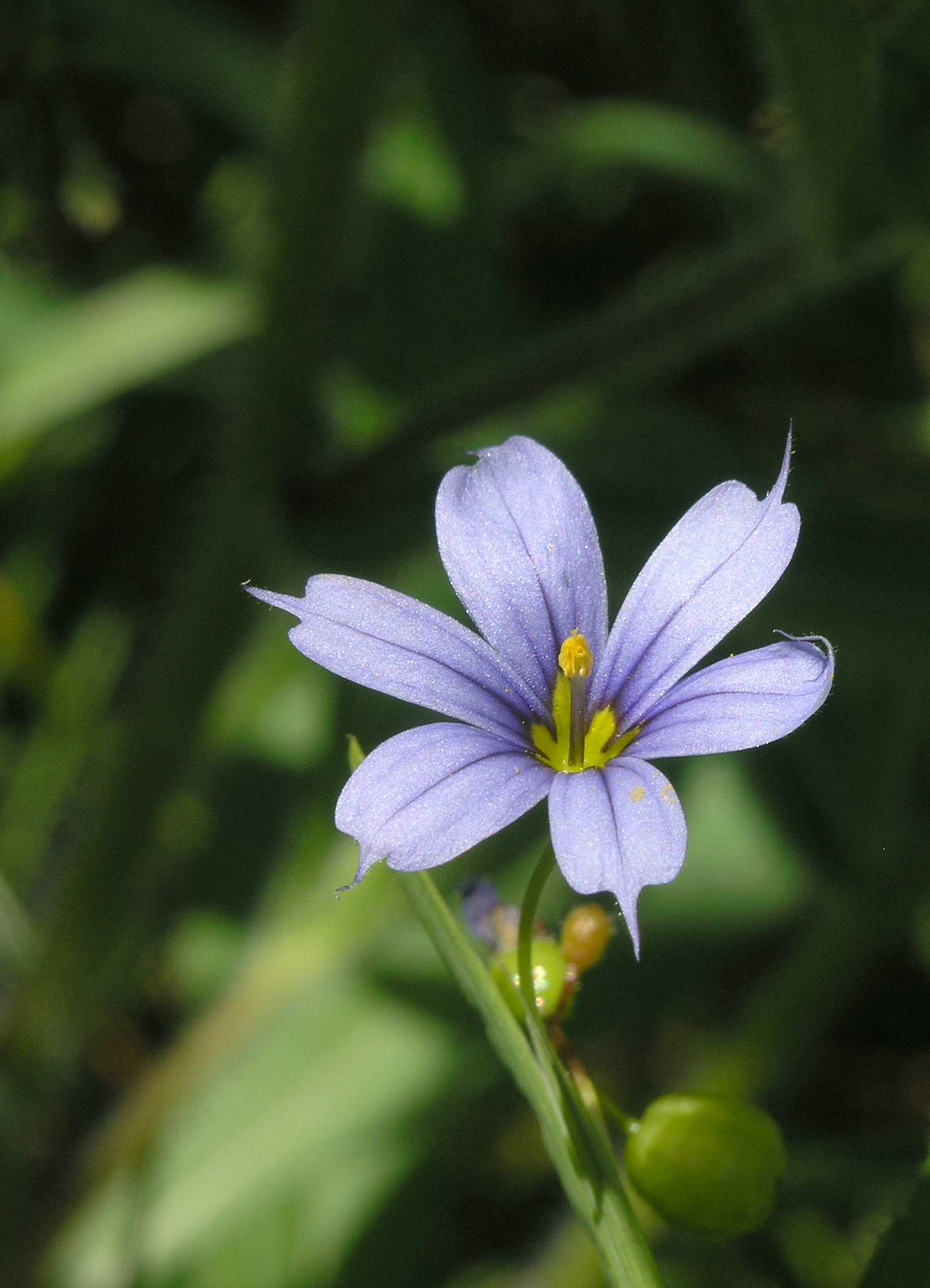
Цветок
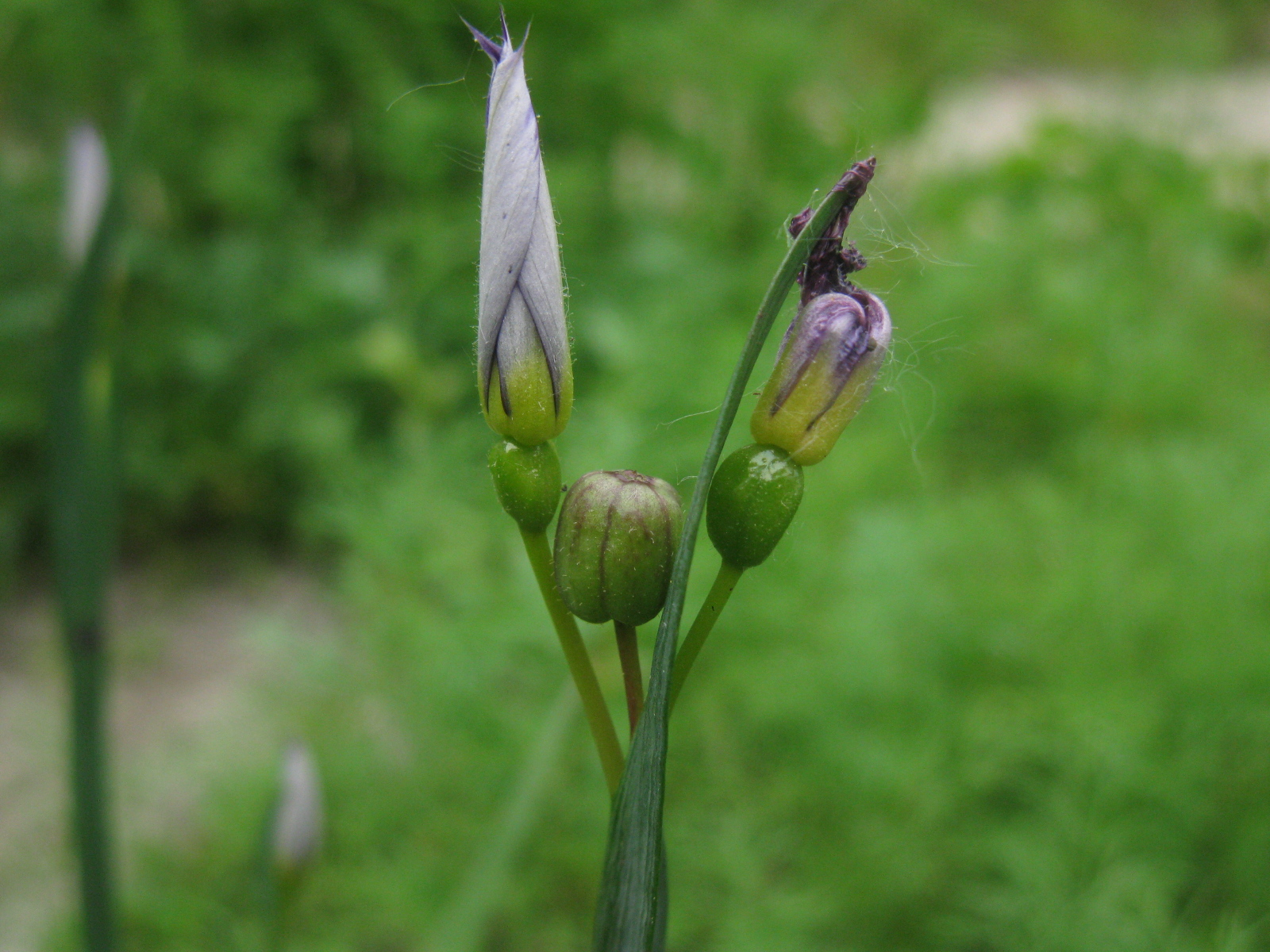
Бутоны и плоды